# 及川ナオキ
及川 ナオキ（おいかわ なおき、1962年10月7日 - ）は、日本の男性俳優、声優。東京都出身。

## 人物
文学座養成所出身。以前はスターダス・21に所属していた。現在フリーである。
資格は普通自動車第一種免許、自動二輪中型免許。

## 出演作品

### 舞台
- アニータ（作・演出：西山聡、スターダス・21、アトリエ企画vol.1）
- 十二夜（演出：中島晴美、ライミング）
- おクニさん（演出：藤原新平、英の会）
- おじいちゃんの夏（作・演出：G2プロデュース）
- おぞましくも淫らな（演出：三ツ矢雄二、アルターエゴ）
- こどもの一生（演出：わかぎゑふ、リリパッドアーミー）
- サイレントメモリー（演出：中村まり子、パニックシアター）
- 人体模型の夜III（演出：わかぎゑふ、リリパッドアーミー）
- ダ・ヴィンチは正しかった（演出：中村まり子、パニックシアター）
- ちゃちゃちゃ（演出：わかぎゑふ、リリパッドアーミー）
- TODAY（演出：吉岩正晴、ハーフムーンシアター）
- プリマスの黄金（演出：吉川徹）
- ホットフラッシュ・バック（演出：中村まり子、パニックシアター）
- 魔界転生（作・演出：G2プロデュース）

### テレビドラマ
- 安楽椅子探偵と亡却の岬 出題編
- 救命病棟24時 第4シリーズ
- 京都地検の女
- 新・ズッコケ三人組
- 新撰組PEACE MAKER
- 徳川綱吉 イヌと呼ばれた男
- ほんまもん
- パンドラII 飢餓列島

### テレビ番組
- 堂々日本史
- ルビコンの決断石川遼を獲得せよ!〜知られざる大逆転 ヨネックスの決断〜
- ルビコンの決断〜プリウスをつくった男たち〜

### 吹き替え

#### 映画
- エクスペンダブルズ2（ロジャン）
- オズ はじまりの戦い
- 俺たちサボテン・アミーゴ（パーカー）
- サスペクツ・ダイアリー すり替えられた記憶（ニール・エリオット〈エド・ハリス〉）
- 親愛なるきみへ
- ダウントン・アビー (映画)（マートン〈ダグラス・リース〉[3]）
  - ダウントン・アビー/新たなる時代へ[4]
- ただ君だけ（チェ館長）
- ドム・ヘミングウェイ
- トロール・ハンター（フィン）
- ハンターキラー 潜航せよ（ドゥーロフ〈ミハイル・ゴアヴォイ〉）
- ファンタスティック・ビーストと魔法使いの旅（男性税関職員）
- 42 〜世界を変えた男〜
- ホビット 竜に奪われた王国（鐘撞き男）
- マイティ・ソー/ダーク・ワールド（基地）

#### ドラマ
- iCarly
- WITHOUT A TRACE/FBI 失踪者を追え!
- エレメンタリー ホームズ&ワトソン in NY
- 王女の男
- グッド・ワイフ（ルイス・ケニング〈マイケル・J・フォックス〉）
- クリミナル・マインド5 FBI行動分析課（犯人）
- クリミナル・マインド7 FBI行動分析課
- 項羽と劉邦 King's War（韓信）
- 孔子（叔孫成子）
- シティーハンター in Seoul
- 恕の人 -孔子伝-
- HAWAII FIVE-0
- ボードウォーク・エンパイア 欲望の街
- ミス・マープル4 なぜ、エヴァンズに頼まなかったのか?（ジョン・カーステスマス）
- ミディアム6 霊能者アリソン・デュボア
- ラコニア号 知られざる戦火の奇跡（デーニッツ）
- ラブレイン
- レディプレジデント〜大物

#### アニメ
- アバローのプリンセス エレナ（エステバン）
- インクレディブル・ファミリー（ヴィクター・カチェット[5]、口ひげ刑事）
- インサイド・ヘッド（パパのビビリ）
- インサイド・ヘッド2[6]
- ちいさなプリンセス ソフィア（グレイロック、スプルース）

### テレビアニメ
2010年
- COBRA THE ANIMATION（指揮官）

2014年
- キャスパーのオバケ学園（オールダー）

### 劇場アニメ
2014年
- LUPIN THE IIIRD 次元大介の墓標（ピエル・マキャベリ[7]）

### ゲーム
- 龍が如く7 光と闇の行方（2020年）